# Rudolf Presber
Hermann Otto Rudolf Presber (4. juli 1868 i Frankfurt a. M.–30. september 1935 i Potsdam) var en tysk forfatter.
Presber studerede filosofi i Freiburg og Heidelberg, blev journalist og redaktør blandt andet af Ueber Land und Meer. Han var en meget produktiv lyriker, novellist og dramatiker. Blandt hans mange bøger kan nævnes digtsamlingen Aus dem Lande der Liebe (1901), skitserne Von Leutchen, die ich lieb gewann (1905), de samlede noveller Von Torheit und Freude (1909), dramaerne Der Schatten og Der Schuss samt komedien Der Vikomte. Presber udgav 1928 sine ungdomserindringer.